# Бромна вода
Бро́мна вода́ — водний розчин брому. Насичений розчин має концентрацію до 3,55 г брому у 100 г води. Бромна вода має жовто-помаранчевий колір та достатньо низьку температуру замерзання.

## Хімічні властивості
У водному розчині бром частково диспропорціонує з утворенням гіпобромітної та бромідної кислот:
{\displaystyle \mathrm {Br_{2}+H_{2}O\rightleftarrows HBrO+HBr} }
Отримана гіпобромітна кислота є малостійкою і на світлі розкладається із виділенням кисню:
{\displaystyle \mathrm {2HBrO\longrightarrow 2HBr+O_{2}\uparrow } }
Бромна вода є сильним окисником. Вже за звичайних умов є можливість проводити реакції галогенування деяких органічних сполук, наприклад, фенолу, аніліну:
Наявна у розчині HBr дозволяє проводити реакції гідрогалогенування деяких ненасичених органічних сполук, наприклад, алкенів:
{\displaystyle \mathrm {CH_{2}{=}CH_{2}+HBr\longrightarrow CH_{3}{-}CH_{2}Br} }

## Застосування
Бромну воду застосовують як окисник і як бромуючий засіб — при хімічних аналізах і при синтезі деяких органічних препаратів. Бромна вода легко реагує з етиленом, фенолом та аніліном. Під дією ненасичених вуглеводнів бромна вода знебарвлюється, що служить якісною реакцією на них. Під час цієї реакції відбувається приєднання атомів брому за місцем розриву подвійного або потрійного зв'язку. Зникнення жовто-оранжевого забарвлення при такій взаємодії є доказом ненасиченості взятого вуглеводню.